# Publicacions URV
Publicacions URV es el sello editorial de las publicaciones de la Universidad Rovira i Virgili. Creado el 2005 tiene el objetivo de editar y distribuir, mediante diferentes colecciones, obras universitarias de carácter institucional, docente, investigador y de divulgación, tanto dentro de sus propias colecciones como en coedición con otras editoriales. 
Se trata de una editorial universitaria científica de contenidos multidisciplinarios, entre sus publicaciones se tiene que destacar las dedicadas a la antropología y la etnografía (por ejemplo la colección dedicada a la antropología médica y la Revista Arxiu d'Etnografia de Catalunya) y el derecho ambiental (con los Quaderns de Dret Ambiental y la Revista Catalana de Dret Ambiental). También es coeditor de la colección interuniversitaria catalana Memoria Artium.